# Walter Staley
Walter G. Staley (* 20. Oktober 1932 in St. Louis, Missouri; † 10. Oktober 2010 in Mexico, Missouri) war ein US-amerikanischer Reitsportler. Bei den Olympischen Sommerspielen 1952 in Helsinki, 1956 in Stockholm und 1960 in Rom trat er jeweils im Vielseitigkeitsreiten an. 1952 gewann er mit dem Team die Bronzemedaille. 